# Хатінь

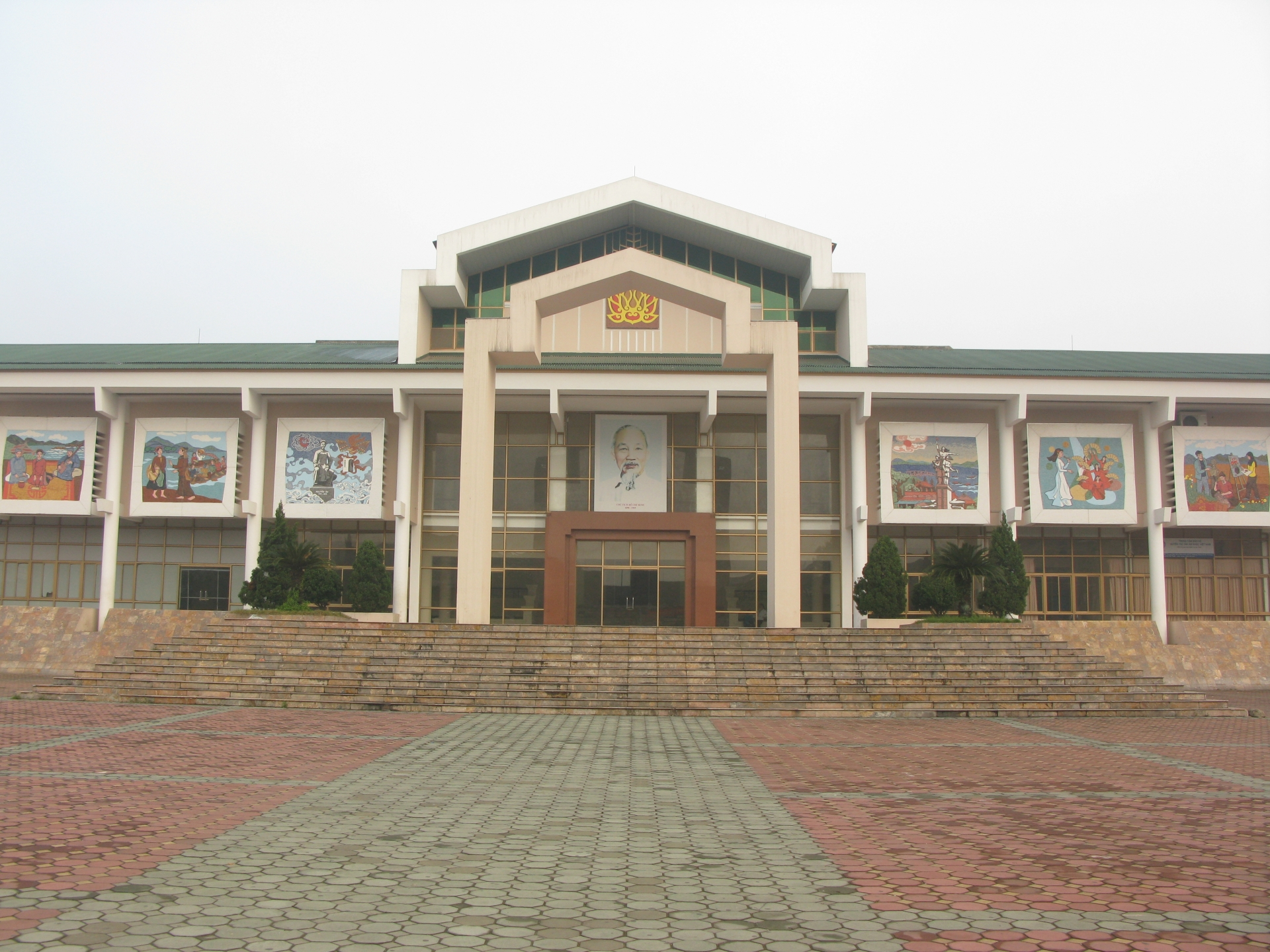
Палац культури

Хатінь (в'єт. Hà Tĩnh) — місто на півночі центрального регіону В'єтнаму, столиця однойменної провінції.
У Хатіні народився і жив в'єтнамський поет Нгуен Зу (в'єт. Nguyen Du).
Через Хатінь проходить залізниця і шосе № 1.

## Клімат
Місто знаходиться у зоні, котра характеризується мусонним кліматом. Найтепліший місяць — липень із середньою температурою 30 °C (86 °F). Найхолодніший місяць — січень, із середньою температурою 16.7 °С (62 °F).
| Клімат Хатіня           | Клімат Хатіня | Клімат Хатіня | Клімат Хатіня | Клімат Хатіня | Клімат Хатіня | Клімат Хатіня | Клімат Хатіня | Клімат Хатіня | Клімат Хатіня | Клімат Хатіня | Клімат Хатіня | Клімат Хатіня | Клімат Хатіня |
| Показник                | Січ.          | Лют.          | Бер.          | Квіт.         | Трав.         | Черв.         | Лип.          | Серп.         | Вер.          | Жовт.         | Лист.         | Груд.         | Рік           |
| Абсолютний максимум, °C | 26            | 27            | 37            | 36            | 37            | 38            | 37            | 37            | 37            | 32            | 32            | 30            | 38            |
| Середній максимум, °C   | 19            | 20            | 23            | 26            | 31            | 33            | 33            | 33            | 30            | 27            | 25            | 22            | 27            |
| Середня температура, °C | 16            | 18            | 21            | 23            | 27            | 29            | 30            | 29            | 27            | 24            | 22            | 19            | 24            |
| Середній мінімум, °C    | 14            | 16            | 19            | 21            | 24            | 26            | 26            | 25            | 24            | 22            | 20            | 17            | 21            |
| Абсолютний мінімум, °C  | 7             | 10            | 10            | 15            | 17            | 21            | 22            | 23            | 21            | 17            | 12            | 10            | 7             |
| Норма опадів, мм        | 70            | 40            | 80            | 60            | 90            | 240           | 90            | 200           | 450           | 450           | 240           | 160           | 2230          |
| Днів з дощем            | 4             | 3             | 5             | 4             | 5             | 14            | 8             | 12            | 17            | 17            | 12            | 7             | 112           |
| Вологість повітря, %    | 87            | 91            | 90            | 89            | 83            | 79            | 76            | 80            | 88            | 89            | 89            | 89            | 86            |
| ----------------------- | ------------- | ------------- | ------------- | ------------- | ------------- | ------------- | ------------- | ------------- | ------------- | ------------- | ------------- | ------------- | ------------- |
| Джерело: Weatherbase    |               |               |               |               |               |               |               |               |               |               |               |               |               |